# La Chapelle-aux-Choux
La Chapelle-aux-Choux település Franciaországban, Sarthe megyében. Lakosainak száma 282 fő (2022. január 1.). La Chapelle-aux-Choux Villiers-au-Bouin, Aubigné-Racan, Saint-Germain-d’Arcé, Noyant-Villages és Le Lude községekkel határos.

## Népesség
A település népességének változása:
| Lakosok száma | 268  | 269  | 272  | 266  | 263  | 261  | 270  | 276  | 282  |
|               | 2013 | 2015 | 2016 | 2017 | 2018 | 2019 | 2020 | 2021 | 2022 |